# Rollandtaucher
Der Rollandtaucher (Rollandia rolland) ist eine Art aus der Familie der Lappentaucher. Es handelt sich um einen verhältnismäßig kleinen, dunkel gefärbten Lappentaucher mit auffällig verlängerten, weißen Federbüscheln an den Kopfseiten. Der Rollandtaucher kommt ausschließlich in Südamerika und auf den Falklandinseln vor. Es werden drei Unterarten unterschieden.
Die IUCN stuft den Rollandtaucher wegen seines großen Verbreitungsgebietes als  (=least concern – nicht gefährdet) ein.

## Erscheinungsbild
Der Rollandtaucher erreicht eine Körpergröße zwischen 24 und 36 Zentimeter. Die Nominatform ist die größte Unterart und erreicht eine Körperlänge zwischen 33 und 36 Zentimeter. Die Flügellänge beträgt 12,9 bis 14,5 Zentimeter. Rollandtaucher wiegen zwischen 262 und 269 Gramm. Männchen sind tendenziell etwas größer und haben einen etwas längeren Schnabel als die Weibchen.
Der Rollandtaucher ist auf der Körperoberseite überwiegend schwarz, wobei das Gefieder flaschengrün schimmert. Die Körperunterseite ist kupferbraun, die Flanken sind kastanienfarben mit vereinzelten schwarzen Flecken. Die verlängerten weißen Federn am Kopf verlaufen vom Auge bis zum Hinterkopf und bilden an den Kopfseiten ein weißes Dreieck. Einzelne schwarze Federn dazwischen verleihen diesem Dreieck ein etwas gestreiftes Aussehen. Gegen Ende der Fortpflanzungszeit ist das Gefieder meist etwas verblasst, die schwarzen Körperpartien wirken dann bräunlicher, der Bauch eher zimtfarben. Die Augen sind leuchtend dunkelviolett, der Schnabel ist schwarz. Die Füße und Beine sind schwärzlich mit gelben Pünktchen auf der Oberseite.
Im Schlichtkleid ist die Kehle weißlich, der Hals ist matt rotbraun und der Bauch ist hell zimtfarben. Die Kopfseiten sind nach wie vor weißlich. Noch nicht geschlechtsreife Vögel haben bräunliche Kopfseiten, einen weißlichen Bauch und einen mehr gelbbraunen Hals.

## Stimme
Der Rollandtaucher ist ein wenig ruffreudiger Lappentaucher, der während des Winterhalbjahres meist nicht zu vernehmen ist. Krächzende und knurrende Rufe sind für den Menschen nur aus geringer Entfernung wahrnehmbar. Zum Lautrepertoire gehört ein scharfes jarrh oder jrrh, der zu hören ist, wenn die Rollandtaucher aufgeschreckt werden. Fühlen sie sich bedroht ist ein chourrh oder hrrr zu hören. Während der Paarung ist ein summendes jrrmmmmm zu vernehmen. Die Jungvögel haben ein ähnliches Rufrepertoire wie die adulten, allerdings ist die Tonlage etwas höher.

## Verbreitung
Das Verbreitungsareal des Rollandtauchers ist 4,8 Millionen Quadratkilometer groß. Es erstreckt sich vom Nordwesten Perus, Boliviens, Paraguays und dem Süden Brasiliens bis nach Tierra del Fuego. Die Art kommt außerdem in geringer Zahl auf den Falklandinseln vor. Der Rollandtaucher ist häufig an Seen des südamerikanischen Hochlands in Höhen zwischen 2.500 und 4.500 Metern anzutreffen.

## Lebensraum
Der Rollandtaucher nutzt eine große Bandbreite an Feuchtgebieten, kommt aber bevorzugt an solchen Gewässern vor, die ein enges Mosaik von dicht mit Wasserpflanzen bewachsenen Stellen und offenen Wasserflächen aufweisen. Zum typischen Lebensraum gehören unbewachsene Kanäle zwischen mit Riedpflanzen bewachsenen Sümpfen. Er ist außerdem häufig an Seen und Teichen zu finden, die eine dichte Schwimmpflanzenvegetation aufweisen. Dort wo er mit dem flugunfähigen Titicaca-Taucher um geeigneten Lebensraum konkurriert, hält er sich bevorzugt in diesen Schwimmpflanzenzonen auf. In Regionen, in denen kleine Seen und Teiche während der Trockenzeit austrocknen, versammeln sich Rollandtaucher außerhalb der Fortpflanzungszeit gelegentlich zu tausenden auf größeren Seen.

## Lebensweise
Der Rollandtaucher ist bezüglich seiner Nahrung sehr anpassungsfähig. Er frisst gewöhnlich Wasserinsekten und deren Larven sowie kleine Fische. Seine Nahrung sucht er bevorzugt in den Dämmerungsstunden am Abend und am Morgen.
Während der Fortpflanzungszeit ist der Rollandtaucher sehr territorial und verteidigt energisch sein Revier. Er hält sich in dieser Zeit überwiegend im Pflanzengürtel auf und sucht dort auch den größten Teil seiner Nahrung. Rollandtaucher, die sich verunsichert fühlen, lehnen typischerweise den Hals leicht zurück und beäugen dann unter Kopfwenden ihre Umgebung. Der Schwanz ist dabei aufgestellt. Häufig verharren sie halb untergetaucht und bewegungslos in der Schwimmpflanzenvegetation.
Rollandtaucher gehen nach jetzigem Erkenntnisstand eine mehrjährige Paarbindung ein. Sie bauen ihre Nester bevorzugt in der Riedgürteln entlang offener Gewässer. In Peru können Rollandtaucher ganzjährig zur Brut schreiten, in der Regel werden jedoch die meisten Gelege im Zeitraum Oktober bis Dezember gelegt. Das Gelege besteht normalerweise aus zwei Eiern. Die Eier sind anfangs elfenbeinfarben, werden jedoch im Verlauf der Brut sehr schnell fleckig. Die Küken bleiben während der ersten Woche überwiegend im Nest und werden dann allmählich von den adulten Elternvögel mitgenommen. Die Brutzeit und die Nestlingsdauer sind bis jetzt nicht genau untersucht.

## Innere Systematik
Es werden drei Unterarten unterschieden. Die auf den Falklandinseln endemische Nominatform ist zweimal schwerer als Individuen der Unterart Rollandia rolland chilensis (Lesson, RP, 1828). Von dieser kommen noch etwa 750 bis 1.400 auf den Falklandinseln vor. Die Unterart Rollandia rolland morrisoni (Simmons, 1962) ist etwas schwerer als R. r. chilensis  und hat einen kräftiger ausgebildeten Schnabel. Sie kommt ausschließlich am Junín-See in Zentralperu vor. Die Unterart R. r. chilensis ist auf das übrige südamerikanische Festland begrenzt.

## Etymologie und Forschungsgeschichte
Die Erstbeschreibung des Rollandtauchers erfolgte 1823 durch Joseph Paul Gaimard unter dem wissenschaftlichen Namen Podiceps rolland. Als Verbreitungsgebiet gab er die Falklandinseln an. 1856 führte Charles Lucien Jules Laurent Bonaparte die Gattung Rollandia für den Rollandtaucher ein. Der Begriff ehrt wie der Artname den Meisterschützen Thomas Pierre Rolland (1776–1847), der auf der Korvette Uranie seinen Dienst absolvierte. Chilensis bezieht sich auf Chile. Morrisoni ehrt Alastair Robin Gwynne Morrison (1915–2009). Alfred Laubmann betrachtete für Paraguay nur die Unterart R. r. chilensis. Für Paraguay sah er in der Literatur nur einen Nachweis durch John Graham Kerr vom Río Pilcomayo. Laubmann selbst lag ein Balg von Adolf Neunteufel (1909–1979) gesammelt in Encarnación vor. Oft findet man in der Literatur Jean René Constant Quoy und Joseph Paul Gaimard als Erstautoren aus dem Jahr 1824. Da Gaimard den Vogel bereits 1823 beschrieben hatte, hat diese Beschreibung Vorrang nach den Internationalen Regeln für die Zoologische Nomenklatur. Paul Louis Oudart lieferte die Tafel zur Beschreibung von Quoy & Gaimand, Jean Louis Denis Coutant (1776–1863) den Kupferstich. Lange wurde Podiceps speciosus Arribálzaga, 1877 als Synonym zur Schwarzkopf-Zwergtaucher-Unterart (Tachybaptus dominicus brachyrhynchus (Chapman, 1899)) betrachtet. Speciosus leitet sich von lateinisch speciosus, species, specere ‚großartig, schön, brillant, Schönheit, Ausstrahlung, zum Anschauen‘. Es war schließlich Robert Winthrop Storer der herausarbeitete, dass Arribálzaga hier in Wirklichkeit ein Synonym für die Rollandtaucher-Unterart Rollandia rolland chilensis beschrieben hatte.

## Bestand
Der Bestand wird von der IUCN auf 100.000 bis 110.000 geschlechtsreife Individuen geschätzt.

## Belege

### Weblink
- Rollandia rolland in der Roten Liste gefährdeter Arten der IUCN 2024.2. Eingestellt von: BirdLife International, 2024. Abgerufen am 7. März 2025.
- Rollandtaucher (Rollandia rolland) bei Avibase
- Rollandtaucher (Rollandia rolland) auf eBird.org
- xeno-canto: Tonaufnahmen – Rollandtaucher (Rollandia rolland)
- White Tufted Grebe (Rollandia rolland) in der Encyclopedia of Life.  (englisch).

### Einzelbelege
1. 1 2 3  Factsheet auf BirdLife International
2. ↑   Fjeldså, S. 144
3. ↑   Shirihai, S. 237
4. ↑   Fjeldså, S. 144
5. ↑   Fjeldså, S. 145
6. ↑   Shirihai, S. 237
7. ↑   Fjeldså, S. 145
8. ↑   Fjeldså, S. 146
9. ↑   Woods, S. 38
10. ↑   Fjeldså, S. 146
11. ↑  IOC World bird list Grebes, flamingos
12. 1 2 3  Joseph Paul Gaimard (1823), S. 53
13. 1 2  René Primevère Lesson (1828), S. 358
14. ↑   Woods, S. 39
15. 1 2  Kenneth Edwin Laurence Ryder Simmons (1962), S. 93.
16. ↑   Shirihai, S. 237
17. ↑  Charles Lucien Jules Laurent Bonaparte (1856), S. 775
18. ↑  John Graham Kerr (1892), S. 151
19. ↑  Alfred Laubmann (1939), S. 66
20. ↑  Jean René Constant Quoy u. a. (1824), S. 133–134.
21. ↑  Paul Louis Oudart u. a. (1824), Tafel 36.
22. ↑  Enrique Lynch Arribálzaga (1877), S. 1
23. ↑  speciosus The Key to Scientific Names Edited by James A. Jobling
24. ↑  Robert Winthrop Storer (1975), S. 148–151